# Stelian Ion
Stelian-Cristian Ion (ur. 24 czerwca 1977 w Konstancy) – rumuński polityk i prawnik, deputowany, w latach 2020–2021 minister sprawiedliwości.

## Życiorys
W 1996 ukończył szkołę średnią Liceul Teoretic „Ovidius” w rodzinnej miejscowości, a w 2001 studia prawnicze na Uniwersytecie Bukareszteńskim. W 2002 podjął praktykę w zawodzie adwokata w Konstancy. Zaangażował się w działalność polityczną w ramach Związku Zbawienia Rumunii, został wiceprzewodniczącym tej formacji. W wyborach w 2016 z ramienia tego ugrupowania uzyskał mandat posła do Izby Deputowanych. Z powodzeniem ubiegał się o reelekcję w 2020 i 2024.
Zyskał pewną rozpoznawalność w 2017, gdy stał się jednym z głównych przeciwników zmian w postępowaniu sądowym forsowanych przez Partię Socjaldemokratyczną. W grudniu 2020 wszedł w skład koalicyjnego rządu Florina Cîțu, obejmując w nim stanowisko ministra sprawiedliwości. Zakończył urzędowanie we wrześniu 2021 po tym, jak premier zarzucił mu blokowanie rządowych reform.